# Brega
|  | Per a altres significats, vegeu «Marsa El Brega». |

Brega és un gènere musical popular brasiler, originat al nord del país. És avui àmpliament adoptat en la societat brasilera i s'estén progressivament a les altres regions del país. En portuguès, l'adjectiu «brega» es tradueix com «passat de moda», especialment en el sud i sud-est del Brasil, on s'utilitza aquesta paraula per a tot el que està antiquat, cursi.
El brega és una música abans de tot romàntica i ha conegut un gran èxit a la fi dels anys 1950 fins al començament dels anys 1970 en un context més romàntic, amb les principals celebritats sent Waldick Soriano, Anísio Silva, Reginaldo Rossi, Odair José, Nelson Ned, Agnaldo Timóteo i altres. Des d'alguns anys, va descobrir un nou gir amb l'aparició del «pop-som» (pronunciat «popi-son») o simplement «tecnobrega», més popular entre els joves del nord brasiler.
El brega pop de Belém i voltants representa una variant del rock tradicional, més acrobàtic i esportiu. L'abundant producció és molt sovint repetida per molts grups i DJs, i sovint escoltada en les festes o en la tarda del diumenge a la platja, on DJs i altres «bregueiros» instal·len sistemes de so impressionants, en general alimentats per un generador o simplement per mitjans més trivials, com els cotxes equipats amb potents altaveus.
El brega té també un fort èxit gràcies a una música més rica i cada vegada més romàntica com el «Calypso», que no té res a veure amb el calipso del Carib. Es poden citar celebritats internacionals com la Banda Calypso, originària de Belém en l'estat de Pará, qui va tenir un gran èxit als Estats Units d'Amèrica. Altres grups: «Companhia do Calypso» que té un repertori molt a prop, tanmateix una mica més carnestoltes, o encara la «Banda da Loirinha», («Banda de la Rosseta») que representa un pont entre el brega i el forrò (estil de música similar i del mateix origen que el brega).